# 勒巴尔东
勒巴尔东（法語：Le Bardon，法語發音：[lə baʁdɔ̃]）是法国卢瓦雷省的一个市镇，位于该省西部偏南，卢瓦尔河右岸，属于奥尔良区。

## 地理
勒巴尔东（47°50'39"N, 1°39'5"E）面积12.23 平方千米，位于法国中央-卢瓦尔河谷大区卢瓦雷省，该省份为法国中北部省份，北起埃松省，西北接厄尔-卢瓦省，西南接卢瓦-谢尔省，南至涅夫勒省和谢尔省，东临约讷省，东北接塞纳-马恩省。
与勒巴尔东接壤的市镇（或旧市镇、城区）包括：巴孔、博勒、克拉旺、梅萨、卢瓦尔河畔默恩。

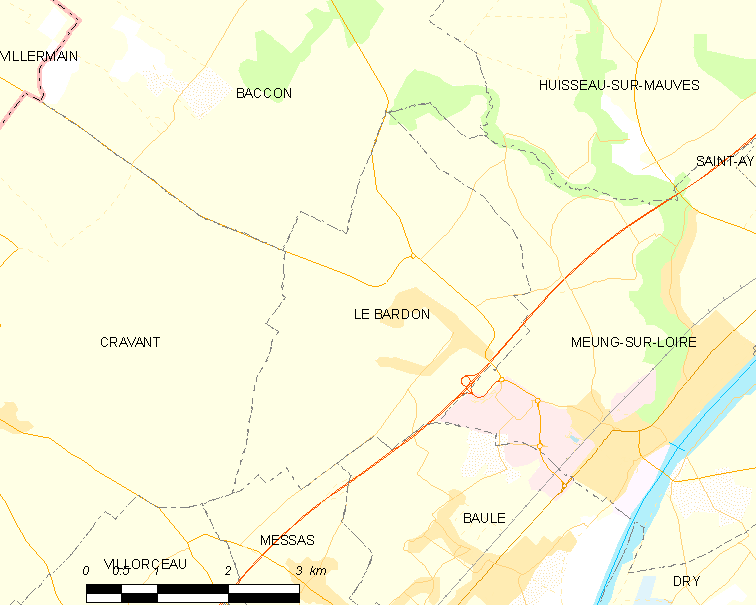
勒巴尔东的OSM定位图

勒巴尔东的时区为UTC+01:00、UTC+02:00（夏令时）。

## 行政
勒巴尔东的邮政编码为45130，INSEE市镇编码为45020。

## 政治
勒巴尔东所属的省级选区为卢瓦尔河畔默恩县。

## 人口

1962-2008年间勒巴尔东人口变化图示

勒巴尔东于2022年1月1日时的人口数量为970人。